# Laureano Atlas
Pour les articles homonymes, voir Atlas.
Laureano Atlas (ft., 1743-1773) est un graveur philippin.

## Biographie et œuvre

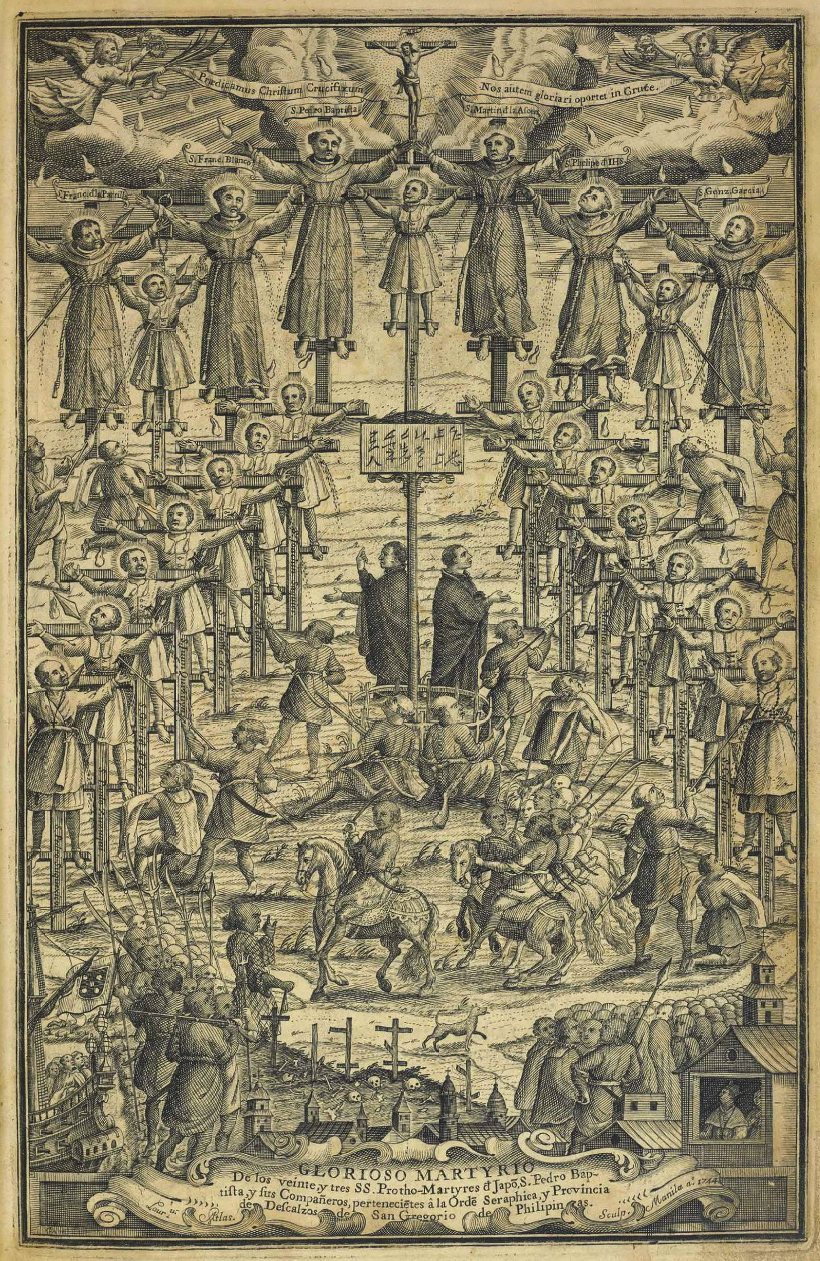
San Pedro Bautista y compañeros franciscanos mártires de Japón (1744).

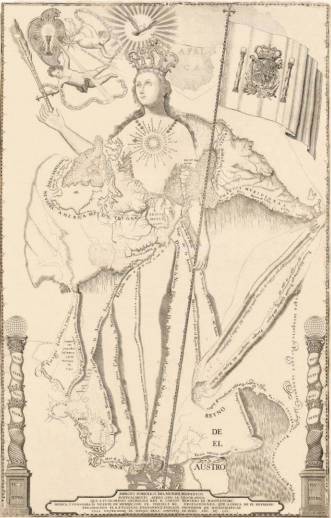
Aspecto Symbólico del Mundo Hispánico (1761).

Laureano Atlas est lié dès ses premiers travaux à l'imprimerie que tenaient les franciscains des Philippines dans le convent de Notre Dame de Lorette à Sampaloc, tout près de Manille. Sa première œuvre connue est celle du portrait de l'archevêque Juan Ángel Rodríguez (es), qui illustrait la biographie du prélat publiée sous le titre El Moyses verdadero, d'Esteban de Roxas y Melo en 1743. Un an plus tard, il réalise son chef-d'œuvre : la crucifixion des premiers martyrs du Japon, un groupe formé des vingt-six religieux franciscains japonais convertis, parmi lesquels trois enfants, qui sont crucifiés et frappés par des lances en 1597. Cette estampe a été publiée comme illustration de la troisième partie de l'œuvre de Juan Francisco de San Antonio : Chronicas de la apostólica provincia de S. Gregorio de religiosos descalzos de N.S.P.S. Francisco en las Islas Philipinas, China, Japón, &c..

Il est l'auteur de Virgen de la Rosa, publiée dans Historia de la Provincia de Filipinas de la Compañía de Jesús, du père Pedro Murillo Velarde et imprimée à Manille dans l'imprimerie de la Compagnie de Jésus en 1749 ; il aurait aussi réalisé le dessin de la Virgen del Buen Viaje, gravée par Felipe de Sevilla. Pour Adición a la Ordenanza de marina (1757) du gouverneur général Pedro Manuel de Arandía, il a gravé les deux plans des ports de Cagayan et Sisiran (ceb). Son œuvre la plus célèbre et complexe est Aspecto Symbólico del Mundo Hispánico, qui illustre les Theses Mathemáticas de Cosmographia, Geographia y Hydrographia en que el globo terráqueo se contempla por respecto al mundo hispánico de Vicente de Memije (Manille, 1761), une thèse présentée à l'université pontificale et royale de la Compagnie de Jésus dans laquelle il défendait une nouvelle route vers les îles Philippines. L'estampe, dont le dessin est probablement de Memije lui-même, s'inscrit dans le genre de la cartographie symbolique, où, selon son inventeur, l'Espagne est ainsi : 

« la tête couronnée de ses très nobles royaumes : le corps la Mer du Nord ; le ventre, le sein mexicain ; la couverture royale pourpre les deux Amériques ; la Mer Pacifique est la très grande robe qui s'étend jusqu'aux archipels de l'Asie ; et les pieds sont ces Îles Philippines. Le petit bijou de sa poitrine est la Rose des vents, avec laquelle naviguent dans toutes les directions nos Flottes et Armées, comme propriétaires des plus grands Trésors de l'Orbe de la Terre ; les Vainqueurs de la Mer du Sud sont les plis de la très grande robe, signalés par leurs lignes sombres, qui montrent les vents dominants : ils servent de compléments aux panneaux précis à la perfection, qui peuvent admettre ce dessin maladroit de l'idée présente [...] et tout cela sans déménager, ni changer tout cela de place de leur véritable localisation connue. »

Le dessin à la plume de la sépulture emmenée à l'église de San Nicolás de Manila pour les obsèques de Marie-Amélie de Saxe (Archivo General de Indias) est de la main de Laureano Atlas.
On ne sait rien de lui jusqu'en 1771, quand il publie la dernière de ses estampes connues, l'image de saint François d'Assise dans Epítome du père Antonio Bozal.
Deux autres graveurs philippins portent le nom d'« Atlas » : Jerónimo et Vicente Antonio, qui est actif au début du XIXe siècle, mais entre lesquels il n'a pas été possible d'établir de lien familial.